# Augyles scutellatus
Augyles scutellatus là một loài bọ cánh cứng trong họ Heteroceridae. Loài này được Motschulsky miêu tả khoa học đầu tiên năm 1854.